# Eric Blore
Eric Blore, född 23 december 1887 i Finchley i London, död 2 mars 1959 i Hollywood i Los Angeles, var en brittisk skådespelare.

## Biografi
Efter att ha påbörjat sin skådespelarkarriär i England kom han till USA 1923. Blore medverkade i över 80 filmer, och med sin engelska bakgrund fick han ofta spela förnäma personer eller butler. Han gjorde bland annat rollen som butlern Jamison i elva "Lone Wolf"-filmer på 1940-talet. Blore medverkade också i flera av Fred Astaires och Ginger Rogers dansfilmer.

## Filmografi i urval
- 1926 – The Great Gatsby
- 1933 – Flyg med till Rio!
- 1934 – Continental
- 1935 – Top Hat
- 1935 – Diamantkungen
- 1935 – Falskt spår
- 1935 – Lyckan kommer...
- 1936 – Fru Sherlock Holmes
- 1936 – Han stod i rök och damm
- 1936 – Piccadilly Jim
- 1936 – Dansen går
- 1937 – Får jag lov?
- 1937 – Gentleman efter midnatt
- 1938 – Glada tyrolare
- 1940 – I rytmens virvlar
- 1940 – Mysteriet Philip Jordan
- 1940 – Fönstret över floden
- 1940 – Söder om Suez
- 1940 – Tills vi mötas igen...
- 1941 – Med tio cents på fickan
- 1941 – Kvinnan Eva
- 1941 – De tusen fröjdernas hus
- 1942 – Två glada sjömän i Afrika
- 1943 – Leve äktenskapet
- 1943 – Till nu och för evigt
- 1943 – Upp i det blå (ej krediterad)
- 1945 – Kitty
- 1947 – The Lone Wolf in London
- 1948 – På kryss till Rio
- 1949 – Sardinmysteriet
- 1949 – Det susar i säven & Ichabods äventyr (röst)
- 1950 – Gentleman i vilda västern

## Teater

### Roller
| År   | Roll          | Produktion                    | Regi           | Teater                                     |
| ---- | ------------- | ----------------------------- | -------------- | ------------------------------------------ |
| 1926 | Teddie Deakin | The Ghost Train Arnold Ridley | Norman Houston | Eltinge 42nd Street Theatre, New York, USA |